# Macdunnoughia confusa
Macdunnoughia confusa là một loài bướm đêm trong họ Noctuidae.

## Hình ảnh

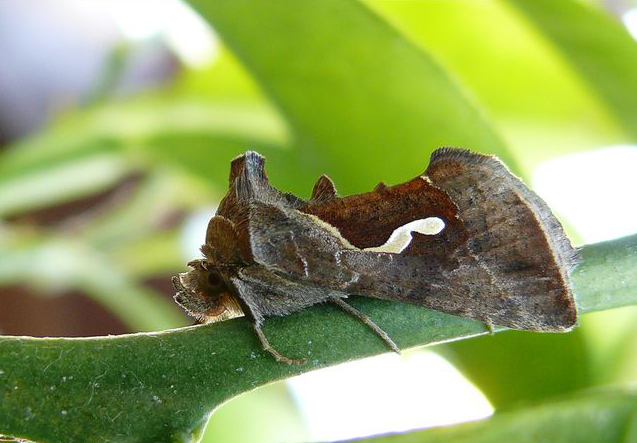
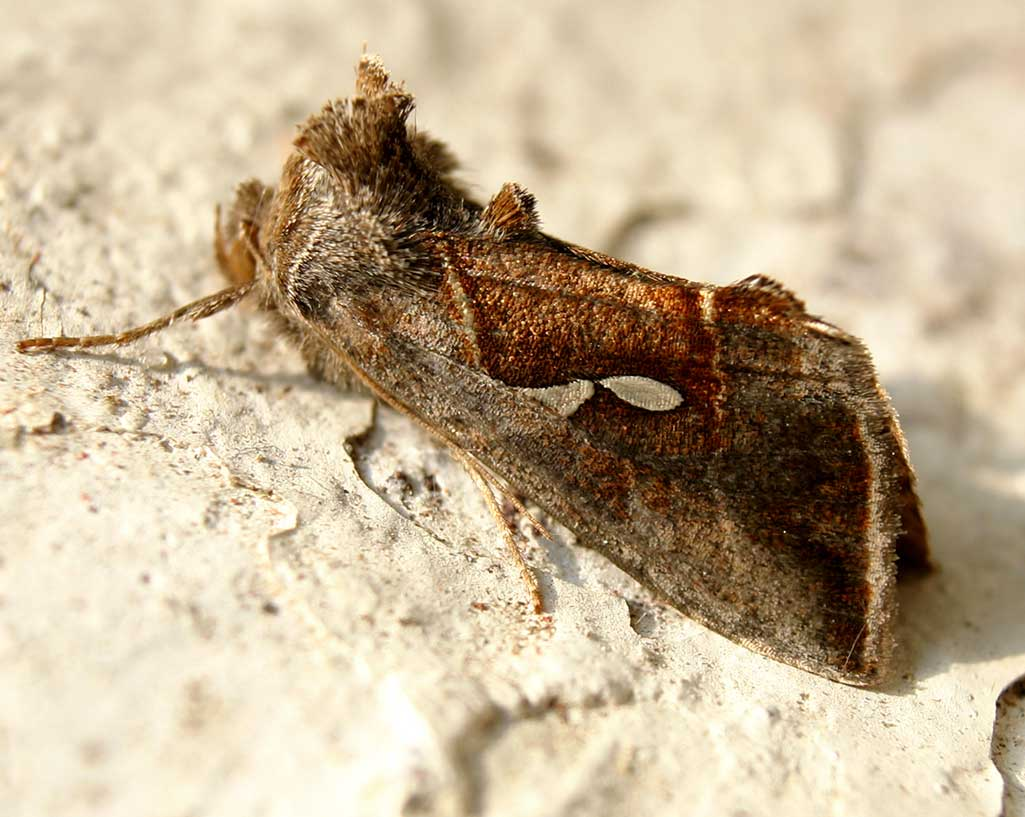
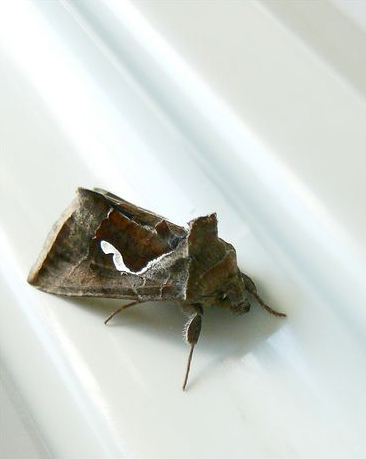
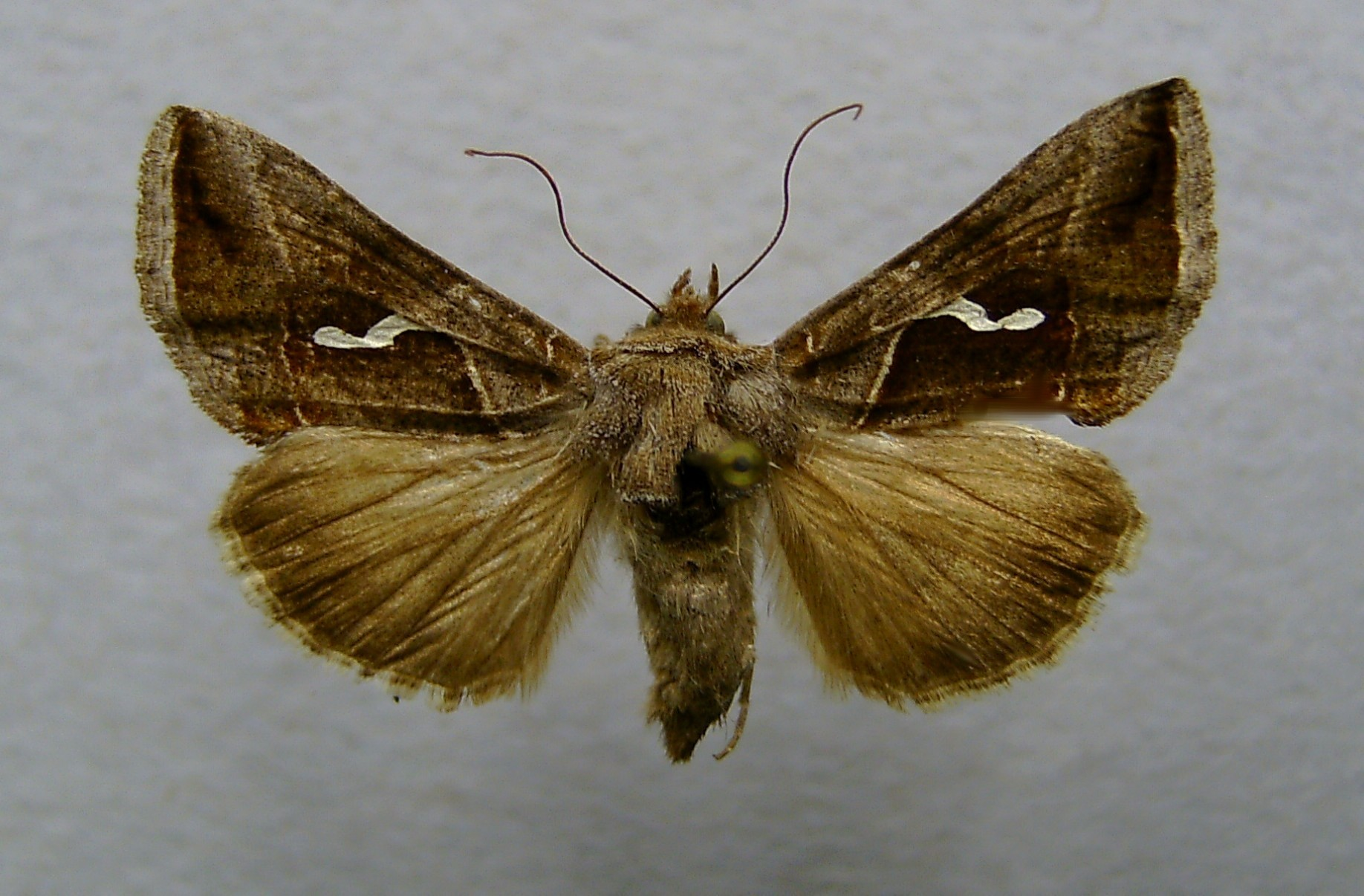